# Jœuf Homécourt Basket
Pour les articles homonymes, voir JHB.
Actualités
Jœuf Homécourt Basket (JHB) est un club de basket basé à Jœuf et à la salle Jean Wurtz. La première équipe sénior du club évolue actuellement en NM2.

## Histoire
Le club est créé lors de la saison 1925/1926. Il s'appelle alors La Légion de Franchepré. En 1937, le club évolue en Excellence de Lorraine, le plus haut niveau régional. Son titre de gloire est la qualification pour la finale du championnat de France des patronages à Paris face à l'équipe St Thomas d'Acquin du Havre. Malheureusement les Houillon, Gino, Choisel, Trunzler, Graffiedi, Matthieu, etc. s'inclinent en dépit du fidèle soutien des dirigeants Maurice Eustache et Ernest Vanaquer.
En 1938/39, La Légion de Franchepré est quasi invincible sur son terrain fétiche de Sainte Anne.
L'équipe est composée de René Poirot, Graffiedi, Ernest Trunzler, Angel Gino, Germain Houillon, Jean Choisel, Chatelain et Coulon. La Légion de Franchepré s'appelle ensuite Jœuf Basket Lorraine.
Entre 1973 et 1978, le club de Jœuf évolue à trois reprises au plus haut niveau du basket français : en Nationale 1 (équivalent actuel de la Pro A).

### Saison 1973-1974
Berck remporte le titre de champion de France lors de la saison 1973-1974. Jœuf, avec un bilan de 8 victoires et 22 défaites termine avant-dernier. Il est relégué en Nationale 2 en compagnie de Orthez, Nancy et le Racing CF.
Cette année, Ben McGimler (Jœuf) termine sixième au classement des meilleurs marqueurs avec 27,5 points de moyenne[réf. nécessaire].

### Saison 1975-1976
Le club termine à la quinzième place, sur seize participants, de la saison saison 1975-1976 de Nationale 1 dont le club de Tours termine champion de France. Jœuf descend en Nationale 2 en compagnie de Roanne, Denain, et Graffenstaden.

### Saison 1977-1978
Après une saison en Nationale 2, Jœuf retrouve l'élite lors de la saison 1977-1978, mais avec six victoires pour 24 défaites, le club termine quatorzième et est relégué à l'issue de la saison. Les trois clubs qui descendent sont Bagnolet, Denain et Racing C.F.. Le titre de champion de France est remporté par Le Mans.
Cette année, le joueur de Jœuf Como Pontliana termine cinquième au classement des meilleurs marqueurs avec 25,6 points de moyenne et sixième meilleur rebondeur avec 12 de moyenne[réf. nécessaire].

## Changement de nom
En 1986, Le Jœuf Basket Lorraine (JBL) fusionne avec Homécourt et se transforme ainsi en Jœuf Homécourt Basket (JHB), nom actuel du club.

## Joueurs notables
Parmi les joueurs notables de l'histoire du club on peut nommer George Fisher, Benjamin McGimler, Como Pontliana, Jean-Louis Tornior, Hervé Liebelt, Gérard Nouvelle, Gérard Baléani, Hervé Comandini, Éric Weistroffer, Nicolas Gachet, Pedrag Cavor, Luc Aubry, Jordan et Benjamin Goeuriot, Jeremy Pietrowsky 